# 十都镇
十都镇，是中华人民共和国湖南省株洲市炎陵县下辖的一个乡镇级行政单位。

## 行政区划
十都镇下辖以下地区：
西正街社区、良田村、车溪村、晓东村、洋歧村、红南村、南流村、青石岗村、皮坑村、密花村、深垅村、小江村、龙口村、麻莱村、梅冲村、黄丰寨村、低垅村、黄上村、大坪村、上井村和瓜寮村。